# Flettner Fl 282
Fl.282 Kolibri (рус.«Колибри») — лёгкий немецкий разведывательный вертолёт-синхроптер с открытой кабиной, разработанный в предвоенные годы в Германии Антоном Флеттнером на базе одноместного опытного синхроптера Fl.265. Лётный прототип был готов к июлю 1940 года.

## Конструкция
Вертолёт с самого начала проектировался как двухместный — с наблюдателем, что значительно повышало достоинства машины в качестве разведчика. Hаблюдатель размещался сразу за стойками винтов, лицом назад. Такое размещение места летчика-наблюдателя позволяло выполнять полёты без пассажира не нарушая центровку вертолёта. Проект был готов к июлю 1940 года. Hа заводах Флеттнера в Йоханнистале и в Бад-Тёльце начались работы сразу над 30 опытными и 15 предсерийными вертолётами. Для начала лётных испытаний первые три Fl.282 были выполнены одноместными, с кабиной, закрытой фонарем, но потом они были переделаны в двухместные с открытыми кабинами.
Впервые в практике Флеттнера двигатель Bramo-14A монтировался в середине фюзеляжа. В результате пилот получил великолепный обзор. Охлаждение мотора обеспечивалось через открытую нижнюю часть фюзеляжа при помощи деревянного двухлопастного пропеллера. Запуск двигателя осуществлялся продувкой цилиндров сжатым воздухом. Двигатель работал на трансмиссию, обеспечивающую вращение двух независимых валов винтов, которые имели устройства отсоединения от двигателя и тормоз. Передаточное число трансмиссии было 12,2:1. Рама синхроптера сваривалась из стальных труб, капоты двигателя делались из железа, а хвостовое оперение и рули обшивались полотном. Топливный бак находился за сиденьем пилота, а также была возможность подвески двух дополнительных топливных баков.
Два двухлопастных винта были синхронизированы так, чтобы их лопасти оказывались параллельными при угле поворота в 45°. Угол установки винтов был 12° в сторону от фюзеляжа и 6° вперёд. Лопасти каждого винта были со стальными лонжеронами и деревянными нервюрами. Обшивка носка фанерная (позже — тканевая). Лопасти монтировались на шарнирах, обеспечивающих поворот лопасти вокруг оси и по вертикали (вертикальный шарнир с демпфером). Специальное инерционное устройство управляло шагом винтов, обеспечивая заданную частоту вращения. Для того, чтобы при переходе на режим авторотации не терялись несущие свойства винта, частота вращения была задана равной 160 оборотам в минуту. Пилот мог увеличить число оборотов, управляя шагом винта. При определённых условиях винты попадали в резонанс. Так, во время одного из полётов Fl.282, при частоте вращения в 140 оборотов в минуту (вместо 175 по инструкции) началась сильная вибрация. Пилот был уже готов выброситься с парашютом, но вертолёт перешёл в режим авторотации, и вибрация пропала.

## Применение
Fl.282 оказался самым доработанным вертолётом Третьего рейха, — он прошёл полный курс испытаний. Основная работа была проделана пилотом-испытателем Гансом Фуйстингом, который проводил и слепые полёты, а также подготовил на Fl.282 50 строевых пилотов. (Один из новичков погиб во время слепого полёта в облаках. Причиной аварии посчитали превышение разрешённой скорости пикирования, которая была определена в 175 км/ч.) В случае необходимости, «Колибри» мог садиться в режиме авторотации и без использования автомата управления шагом винтов, — во время одной из таких посадок был повреждён хвост вертолёта.
Вертолёт оказался очень манёвренным и устойчивым в полёте, — на скорости в 60 км/ч пилот мог позволить себе бросить управление. Hа меньших скоростях сказывалась некоторая продольная неустойчивость, особенно на скорости в 40 км/ч. Незначительным недостатком Fl.282 была небольшая вибрация на земле, которая исчезала сразу после взлета. Хотя конструкция ряда узлов была излишне сложной и тяжёлой, в целом она оказалась очень хорошо продуманной, — во время испытаний одна из машин налетала 95 часов без замены каких-либо узлов. Двигатель имел ресурс между переборками в 400 часов.

В начале 1942 г. германский флот активно испытывал на Балтике Fl.282-V5 (в том числе в штормовых условиях). Для испытания на одной из башен крейсера «Кёльн» была смонтирована вертолётная площадка. Были выполнены несколько десятков посадок (в частности, как минимум, один раз в тяжёлых погодных условиях). К 1943 г. были построены два десятка Fl.282, которые использовались для прикрытия конвоев в Средиземном и в Эгейском морях. Хотя о боевой карьере вертолёта известно мало, точно установлено, что, по крайней мере, три Fl.282 вместе с тремя Focke Achgelis Fa 223 в апреле 1945 г. состояли в 40-й авиатранспортной эскадрилье. Именно один из этих Fl.282 вывез из осажденного Бреслау гауляйтера Ханке незадолго до падения города.
Хотя успех «Колибри» позволил заказать 1000 вертолётов, бомбёжки выделенных под производство заводов BMW и Флеттнера в Йоханисстале не позволили выпустить более 24 опытных машин. Из них союзники после войны нашли исправными только три: Fl.282-V15 и Fl.282-V23 достались американцам. Одно воздушное судно хранится в Музее авиации Мидленда в Ковентри, а другое - в Музее ВВС США в Огайо. Третий же вертолёт достался Советскому Союзу.

### В СССР
В СССР аппарат попал в вертолётный отдел ЛИИ, где в 1947 году после серии испытаний на подвесе, лётчиком В. В. Тезаровским был совершён первый полёт. В дальнейшем был выполнен ещё ряд полётов, в ходе которых отмечалась удовлетворительная управляемость и устойчивость машины. Однажды во время взлёта из-за порыва ветра лопасти задели землю и разрушились, тогда по образцу немецких лопастей был изготовлен новый комплект и испытания продолжились. Несмотря на положительный результат схема вертолёта с перекрещивающимися винтами, ввиду своей сложности, развития в СССР не получила. В течение некоторого времени Fl.282 использовался в качестве учебного пособия на кафедре вертолётостроения в МАИ.

## Лётно-технические характеристики
Вертолёт в модификации Fl.282b имел следующие лётно-технические характеристики:
Технические характеристики
- Экипаж: 1-2 чел.
- Длина: 6,56 м
- Диаметр несущего винта: 11,96 м
- Высота: 2,20 м
- Масса пустого: 760 кг
- Максимальная взлётная масса: 1000 кг
- Силовая установка: 1 × ПД BMW-Bramo Sh 14A[англ.]
- Мощность двигателей: 1 × 160 л. с.

Лётные характеристики
- Максимальная скорость:

- Горизонтальная: 150 км/ч
- В пикировании: 175 км/ч
- При полете боком: 24 км/ч

- Крейсерская скорость: 135 км/ч
- Практическая дальность:

- С одним пилотом: 300 км
- С двумя пилотами: 180 км

- Практический потолок: 4100 м
- Динамический потолок: 3300 м
- Скороподъёмность: 90 м/мин